# George Crum
George Crum, né George Speck, est un chef cuisinier afro-américain né le 15 juillet 1824 dans le comté de Saratoga, dans l'État de New York, et mort le 22 juillet 1914. Certains lui attribuent l'invention des chips en 1853, bien que cette paternité soit contestée,.

## Biographie
Fils d'un Afro-Américain et d'une autochtone, selon un menu du Moon Lake House, il était cuisinier au restaurant Moon Lake House, situé à l'extrémité sud du lac à Saratoga Springs. 
Une légende urbaine raconte que, le 24 août 1853, un client s'est plaint que les frites de Crum étaient « trop épaisses ». Le cuisinier, très irrité par cette remarque, décida de découper ses pommes de terre en tranches aussi fines que du papier, les fit frire jusqu'à les rendre croustillantes et les sala abondamment. Le client a beaucoup apprécié les chips ainsi préparées.
Ces chips, connues aussi sous le nom de Saratoga Chips, ont eu un grand succès. Crum a pu ouvrir son propre restaurant dès 1860 avec les profits qu'il avait réalisés en vendant ses nouvelles chips. Elles sont restées une spécialité locale jusqu'à l'époque de la Prohibition, quand un vendeur entreprenant, Herman Lay, popularisa le produit dans tout le Sud-Est des États-Unis.
Selon une légende urbaine, le client difficile de Saratoga Springs n'était autre que le magnat des chemins de fer Cornelius Vanderbilt, mais il est plus que probable qu'il s'agissait d'un client beaucoup plus ordinaire. Selon une source de l'époque[Laquelle ?], Vanderbilt aurait été un client régulier, mais pas le coauteur involontaire de cette célèbre « croustille ». 
Toutefois, une recette de pommes de terre frites en « copeaux » avait été publiée aux États-Unis en 1824 dans un livre de recettes intitulé The Virginia Housewife et en 1822 dans The Cook's Oracle.
« Les affirmations selon lesquelles ce produit trouverait son origine à  Saratoga Springs en 1853 doivent être considérées avec le scepticisme approprié ».
Il est curieux qu'une biographie commanditée par Crum lui-même en 1893 n'ait pas mentionné sa célèbre invention. Certaines personnes sceptiques entretiennent l'idée que la première découverte a été faite par la sœur de Crum, Katie Speck Wicks, seule ou en collaboration avec Crum. Une source contemporaine[Laquelle ?] donne même du crédit à Harriet, épouse de Cary Moon, en précisant qu'elle a développé le plat d'accompagnement dans le temps[pas clair]. Mais encore une fois, les premières traces écrites datent de près de 30 ans avant. 
L'absence d'un brevet déposé par l'inventeur lui-même contribue à entretenir le doute. 